# Nur Misuari
Nur Misuari (Tausug: Nūr Miswāri, tên khai sinh: Nurallaji Pinang Misuari, sinh ngày 3 tháng 3 năm 1939) là một nhà cách mạng và chính trị gia Moro, người sáng lập và lãnh đạo Mặt trận giải phóng dân tộc Moro.

## Cuộc sống cá nhân
Nur Misuari sinh ngày 3 tháng 3 năm 1939 tại Tapul, Sulu, Philippines. Là con thứ tư trong số 10 đứa trẻ, cha mẹ của ông thuộc dòng dõi Tausūg-Sama và đến từ đảo Kabinga-an, Tapul. Cha của ông là Saliddain Misuari, người làm nghề đánh cá, và mẹ ông là Dindanghail Pining. Nur Misuari là con cháu trực tiếp của Panglima Mahabasser Elidji, một chiến binh Tausūg và đại diện từ Sultanate of Sulu, người mà ông cho là đã giúp Sultanate của lực lượng Brunei dưới thời Sultan Muhyiddin trong cuộc nội chiến tại miền bắc Borneo, sau đó phần phía đông của Sabah đã được Sultan Muhyiddin trao cho Tausūgs. Cha của Misuari chuyển gia đình từ Tapul sang Jolo, Sulu khi còn trẻ. Ông theo học tại Trường Tiểu học Jolo Central từ năm 1949 đến năm 1955 và theo học tại trường trung học Sulu National High School từ năm 1955 đến năm 1958. Gia đình Misuari gặp khó khăn về tài chính và không có khả năng cho Misuari học đại học. Giáo viên của ông đã giúp ông có được học bổng của Ủy ban Hội nhập Quốc gia, cho phép ông học tại Đại học Philippines ở Manila.